# Arabische gazelle
De Arabische gazelle (Gazella arabica)  is een zoogdier uit de familie van de holhoornigen (Bovidae). De wetenschappelijke naam van de soort werd voor het eerst geldig gepubliceerd door Martin Lichtenstein in 1827.

## Voorkomen
De soort komt voor op het Arabisch Schiereiland, in Jemen, Jordanië, Oman, Saoedi-Arabië en de Verenigde Arabische Emiraten.

## Taxonomie
Tot voorkort was de soort alleen bekend van een enkel lectotype, waarvan gedacht werd dat het op de Farasaneilanden was gevonden in 1825. Deze taxonomische status van deze soort was onduidelijk en werd als uitgestorven beschouwd. In 2013 bleek uit genetisch onderzoek dat de schedel en de vacht van dit lectotype van een ander individu waren, en dat deze individuen tot twee verschillende soorten behoorden. Uit een ander onderzoek uit 2013 bleken de zuidelijke populaties van de berggazelle (Gazella gazella) een aparte soort te zijn, waartoe dit lectotype ook behoorde. Ook bleek de Neumanns gazelle (G. erlangeri) in dit onderzoek tot deze soort te behoren. Sindsdien wordt de naam Gazella arabica gebruikt voor deze gazellen van het zuidelijk Arabisch Schiereiland.

### Ondersoorten
De Arabische gazelle heeft de volgende ondersoorten:
- Gazella arabica arabica † (Lichtenstein, 1827) (Farasangazelle) – kwam voor op de Farasaneilanden van Saoedi-Arabië.
- Gazella arabica acaciae (C. H. Smith, 1827) – komt voor in de Wadi Araba in het zuiden van Israël en mogelijk ook in Jordanië.
- Gazella arabica bilkis † Groves & D. M. Lay, 1985 – kwam voor in Jemen.
- Gazella arabica cora (C. H. Smith, 1827) – komt voor in verschillende populaties verspreid over het Arabisch Schiereiland.
- Gazella arabica dareshurii Karami & Groves, 1993 – komt voor op het eiland Farrur van Iran.
- Gazella arabica erlangeri (Lichtenstein, 1827) (Neumanns gazelle) – komt voor in het westen van Jemen en zuidwesten van Saoedi-Arabië.
- Gazella arabica farasani Thouless & al Bassri, 1991 – komt voor op het Groot-Farasan eiland en de Zifaf-eilanden van Saoedi-Arabië.
- Gazella arabica hanishi Dollman, 1927 – komt voor op de Hanish-eilanden van Jemen.
- Gazella arabica muscatensis Brooke, 1874 – komt voor in het noordwesten van Oman.